# Rosario Alcantarilla
Rosario Alcantarilla Ramos (Sevilla, 1981) es una arquitecta y activista española, especializada en gestión social del hábitat. Su trabajo se centra en ámbitos como la energía comunitaria, el reto demográfico en zonas rurales y la transición ecológica. Ha dirigido proyectos de comunidades energéticas inclusivas orientados a promover buenas prácticas contra la pobreza energética y a fomentar la participación ciudadana.

## Trayectoria
Se licenció en arquitectura en la Universidad de Sevilla en 2007, donde también cursó un Máster en Gestión Social del Hábitat, orientado a la gestión de procesos participativos relacionados con la intervención en el hábitat social. Posteriormente, completó su formación en 2018 con un grado en pedagogía en la Universidad Nacional de Educación a Distancia (UNED).
Es responsable del área de energía comunitaria en la Escuela de Economía Social, e integrante de la cooperativa Diecisiete, dedicada a la implementación de los Objetivos de Desarrollo Sostenible (ODS) de la Agenda 2030 de la Organización de las Naciones Unidas (ONU). También forma parte del consejo rector de la cooperativa Megara, una comercializadora de energía renovable.
Ha sido investigadora en el proyecto Reto demográfico y vivienda. El papel de la vivienda en las estrategias de revitalización demográfica en el medio rural andaluz (Proyecto REVIVE), desarrollado por la Universidad de Sevilla. Esta iniciativa estudia la problemática de la vivienda en municipios rurales con pérdida de población y propone herramientas de intervención para dinamizar la economía local e impulsar la transición ecológica.
Asimismo, ha participado como ponente en espacios formativos centrados en la crisis climática, como la Universidad Climática —organizada por la revista Climática de La Marea— y el seminario titulado Las bases generales de la emergencia climática de la Universidad de Cádiz. También ha sido jurado en los premios Inclusivec. En 2021, participó en el encuentro IV Foro Cultura y Ruralidades: Ruralidades frente a la crisis ecológica y climática organizado por el Ministerio de Cultura para hablar sobre comunidades energéticas.
Tiene publicados varios artículos sobre sostenibilidad y comunidades energéticas en la página de la Escuela de Economía Social y en otras revistas especializadas.

## Publicaciones (selección)
- Cerrando una primera etapa en torno a la Energía Comunitaria.
- Un puzle.
- ODS 5: mujeres con energía.
- Un año de Comunidades Energéticas.
- ODS 1: un gran reto para los procesos de energía comunitaria.
- Impactando en el ODS 7… Y mucho más.
- El futuro de la energía: innovación más cooperación.
- Modelos Energéticos y Cooperativas: una simbiosis natural.